# Escuela Preparatoria Ball
Escuela Preparatoria Ball (Ball High School) es una escuela preparatoria (high school) en Galveston, Texas, Estados Unidos. Como parte del Distrito Escolar Independiente de Galveston (GISD por sus siglas en inglés), la preparatoria sirve a las ciudades de Galveston y Jamaica Beach, y partes de la Península Bolívar.
La preparatoria se abrió en 1884. Un filántropo, George Ball, financió la construcción de la preparatoria. Recibió su nombre actual en 1886.